# Hål-lav
Hål-lav (Menegazzia terebrata) är en lavart som först beskrevs av Franz Georg Hoffmann, och fick sitt nu gällande namn av A. Massal. Hål-lav ingår i släktet Menegazzia och familjen Parmeliaceae.  Arten är reproducerande i Sverige. Inga underarter finns listade i Catalogue of Life.

## Källor

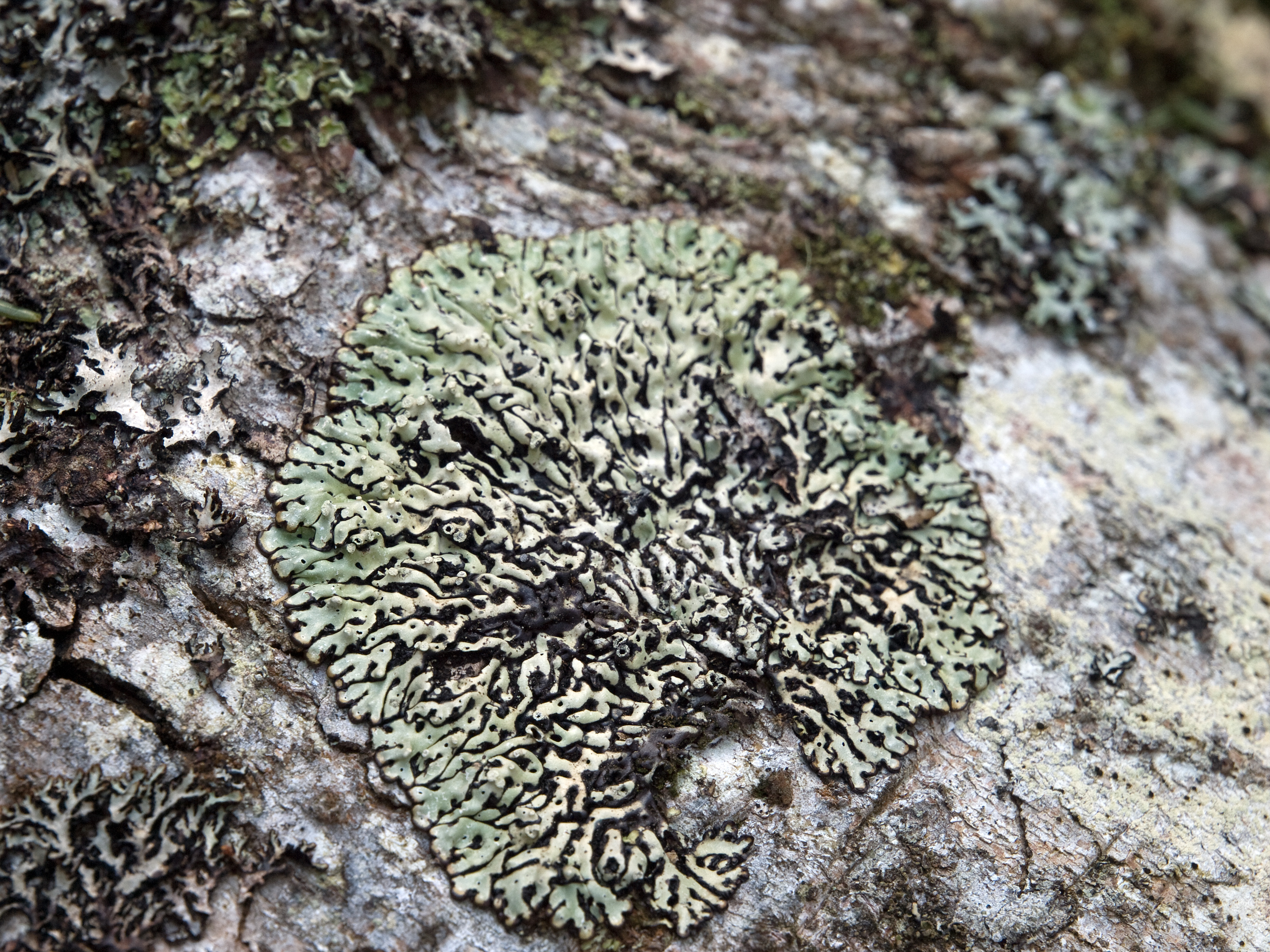